# Lista invitaților la nunta Prințului William, Duce de Cambridge cu Catherine Middleton
Ceea ce urmează este o listă a participanților la nunta Prințul William, Duce de Cambridge și Catherine Middleton care a avut loc la 29 aprilie 2011.

## Familia regală și rude
- Regina Elisabeta a II-a și Ducele de Edinburgh,[2] bunicii prințului.

Descendenții bunicii Prințului William, regina Elisabeta a II-a și familiile lor:
- Prințul de Wales și Ducesa de Cornwall,[2] tatăl prințului și mama vitregă
  - Prințul Harry de Wales,[2] fratele prințului
- Prințesa Regală și viceamiralul Timothy Laurence[3] mătușa și unchiul prințului
  - Peter Phillips și Autumn Phillips[4]
  - Zara Phillips și Mike Tindall[4]
- Ducele de York[5] unchiul prințului
  - Prințesa Beatrice de York[5][6][7]
  - Prințesa Eugenie de York[5][6]
- Contele și Contesa de Wessex[3] unchiul și mătușa prințului
  - Lady Louise Windsor

Alți descendenți ai străbunicului prințului William, regele George al VI-lea și famiile lor:
- David Armstrong-Jones, Viconte Linley și Serena Armstrong-Jones, Vicontesă Linley[8]
  - Onorabilul Charles Armstrong-Jones[8]
- Lady Sarah Chatto și Daniel Chatto[8]
  - Samuel Chatto[8]
  - Arthur Chatto[8]

Alți descendenți ai stră-străbunicului prințului William, regele George al V-lea și famiile lor:
- Prințul Richard, Duce de Gloucester și Birgitte, Ducesă de Gloucester[9]
  - Alexander Windsor, Conte de Ulster și Claire Windsor, Contesă de Ulster[8]
  - Lady Davina Lewis și Gary Lewis[10]
  - Lady Rose Gilman și George Gilman[8]
- Prințul Edward, Duce de Kent și Katharine, Ducesă de Kent[9]
  - George Windsor, Conte de St Andrews și Sylvana Windsor, Contesă de St Andrews[8]
    - Edward Windsor, Lord Downpatrick[8]
    - Lady Marina-Charlotte Windsor[8]
    - Lady Amelia Windsor[8]

  - Lady Helen Taylor și Timothy Taylor[8]
  - Lord Nicholas Windsor și Lady Nicholas Windsor[8]
- Prințesa Alexandra, Onorabilala Lady Ogilvy[8]
  - James Ogilvy și Julia Ogilvy[8]
  - Marina Ogilvy[8]
- Prințul Michael de Kent și Prințesa Michael de Kent[9]
  - Lordul Frederick Windsor și Lady Frederick Windsor[8]
  - Lady Gabriella Windsor[8]
- Flora Fraser, Lady Saltoun[8]

## Familia Spencer
- Lady Sarah McCorquodale (sora cea mare a Dianei, Prințesă de Wales) și Neil McCorquodale[11]
  - Emily McCorquodale
  - George McCorquodale
  - Celia McCorquodale
- Jane Fellowes, baroneasă Fellowes (a doua soră a Dianei de Wales) și Robert Fellowes[11]
  - Hon. Laura Pettman
  - Hon. Alexander Fellowes
  - Hon. Eleanor Fellowes
- Charles Spencer, Conte Spencer (singurul frate al Dianei de Wales) și Miss Karen Gordon[11]
  - Lady Kitty Spencer
  - Lady Eliza Spencer
  - Lady Katya Spencer
  - Louis Spencer, Viconte Althorp
- Lady Anne Wake-Walker (mătușa paternă a Dianei, Prințesă de Wales)[11]

## Familia Middleton și rude
- Michael Middleton și Carole Middleton (tatăl și mama miresei Catherine Middleton)[2]
  - Pippa Middleton (sora mai mică a Catherinei Middleton)[2] cu Alex Loudon[12]
  - James Middleton (fratele mai mic al Catherinei Middleton)[2]
- Gary Goldsmith (unchiul matern al Catherinei Middleton) și Luan Goldsmith[13]
  - Tallulah Goldsmith[13]
- Alte rude inclusiv Matita Glassborow, Jean Harrison, Stephen Lupton, David Middleton, Elizabeth Middleton, Timothy Middleton, John Middleton, Richard Middleton, Simon Middleton, Nicholas Middleton, Adam Middleton, and Lucy Middleton.[13]

## Membri ai altor familii regale
- Regina Danemarcei [14]
- Regele și regina Norvegiei [15][16]
- Prințul Suveran de Monaco și Miss Charlene Wittstock [15]
- Regele Butanului[17]
- Marele Duce și Marea Ducesă de Luxemburg[18]
- Regele Tonga[19]
- Sultanul [15] și regina Bruneiului [8]
- Regele Swaziland [8]
- Regina Spaniei[20]
  - Prințul și Prințesa de Asturia [15]
- Prințesa Moștenitoare a Suediei și Ducele de Västergötland [15][16]
- Prințul Moștenitor al Țărilor de Jos și Prințesa Máxima a Țărilor de Jos.[15]
- Prințul Moștenitor al Belgiei și Ducesa de Brabant [21]
- Prințul Moștenitor de Abu Dhabi [22]
- Prințul Seeiso și Prințesa Mabereng [8]
- Mizan Zainal Abidin de Terengganu și Raja Permaisuri Agong a Malaeziei [8]
- Prințesa Lalla Salma de Maroc [8]
- Prințul Mohamed bin Nawaf bin Abdulaziz al Arabiei Saudite și Prințesa Fadwa bint Khalid bin Abdullah bin Abdulrahman[8]
- Prințesa Maha Chakri Sirindhorn a Thailandei [23]

Foști monarhi sau pretendenți la titluri regale:
- Maximilian, Margraf de Baden și Arhiducesa Valerie de Austria [24][25]
- Țarul Simeon al II-lea și Țarina Margarita a Bulgariei [8][25]
- Regele Constantin al II-lea și Regina Anne-Marie a Greciei [25][21]
  - Pavlos, Prinț Moștenitor al Greciei și Marie-Chantal [25][26]
    - Prințul Constantin al Greciei și Danemarcei [8]
- Moritz, Landgraf de Hesse [25][27] și prințesa Tatiana
- Filip, Prinț de Hohenlohe-Langenburg și prințesa de Hohenlohe-Langenburg [24][25][28]
- Regele Mihai I al României[25][26]
  - Prințesa Margareta a României [8][25]
- Prințul Carlo, Duce de Castro și prințesa Camilla, Ducesă de Castro[29]
- Alexandru, Prinț Moștenitor al Iugoslaviei și Katherine, prințesă moștenitoare a Iugoslaviei [25][21]
  - Prințesa Elizabeta a Iugoslaviei [8]

## Guvernatori Generali
- Sir Patrick Allen, guvernator general de Jamaica [28]
- Sir Frederick Ballantyne, guvernator general de Sfântul Vincent și Grenadines, și Lady (Sally-Ann) Ballantyne[30]
- Dr. Quentin Bryce, guvernator general al Australiei și dr. Michael Bryce[31][32]
- Sir Arthur Foulkes, guvernator general de Bahamas și Lady (Joan Eleanor) Foulkes[33]
- Sir Clifford Straughn Husbands, guvernator general de Barbados[34]
- Hon. Dr. David Johnston, guvernator general al Canadei și dr. Sharon Johnston[32]
- Sir Frank Kabui, guvernator general al Insulelor Solomon și Lady (Grace) Kabui[35]
- Pearlette Louisy, guvernator general de Sfânta Lucia[32]
- Sir Michael Ogio, guvernator general de Papua Noua Guinee și mrs. Ogio[32]
- Hon. Sir Anand Satyanand, guvernator general de Noua Zeelandă și Lady (Susan) Satyanand[31]
- Sir Cuthbert Sebastian, guvernator general de Saint Kitts and Nevis[32]
- Louise Lake-Tack, guvernator general de Antigua și Barbuda[32]
- Sir Colville Young, guvernator general de Belize și Lady Young[32]

## Politicieni și diplomați
- Hon. Michael Bear, primar al Londrei și Barbara Bear[36]
- Richard Benyon, membru al Parlamentului pentru Newbury [37] și Zoe Benyon[13]
- Hon. John Bercow, purtător de cuvânt al Camerei Comunelor și Sally Bercow[32]
- Dr. Georg Boomgaarden, ambasadorul Germaniei în UK [28]
- Keiichi Hayashi, ambasadorul Japoniei în UK [28]
- Bernard Émié, ambasadorul Franței în UK
- Hon. McKeeva Bush, premier al insulelor Cayman și Kerry Bush[32]
- Hon. David Cameron, prim ministru al UK și Samantha Cameron[28]
- Hon. Peter Caruana, prim ministru al Gibraltarului și Cristina Caruana[32]
- Hon. Kenneth Clarke, Lord Cancelar britanic și secretar de stat pentru justiție și Gillian Clarke[32]
- Hon. Nicholas Clegg, vice prim-ministru britanic[28] și Miriam González Durántez[32]
- Hon. Paula Cox, premier al Bermuda și Germain Nkeuleu[32]
- Hon. John Cranfield și Vilma Cranfield (St. Helena)[32]
- Hon. Dafydd Elis-Thomas și Lady Elis-Thomas[32]
- Hon. Alex Fergusson, președinte al parlamentului scoțian și Merryn Fergusson[32]
- Simon Fraser, secretar permanent britanic al "Foreign and Commonwealth Office" și soția[32]
- Hon. Julia Gillard, prim ministru al Australiei și Tim Mathieson[31]
- Dr. Ralph Gonsalves, prim ministru al Sfântului Vincent și Grenadines și Eloise Gonsalves[38]
- Hon. William Hague, secretar de stat britanic pentru "Foreign and Commonwealth Affairs" și Ffion Hague[32]
- Hon. Sharon Halford, membru al Adunării Legislative Falkland Islands și Rodney Halford[32]
- William Hay, purtător de cuvânt al Adunării Nord Irlandeze cu soția[32]
- Hon. Helene Hayman, baroneasă Hayman, Lord Speaker în Parlamentul UK și Martin Hayman[32]
- Hon. Jeremy Hunt, secretar de stat pentru cultură, media și sport și Lucia Chen[32]
- Hon. Hubert Ingraham, prim ministru de Bahamas și Delores Miller[33]
- Ja Song-nam, ambasadorul Coreei de Nord în UK[37]
- Boris Johnson, primar al Londrei și Marina Wheeler[32]
- Hon. Carwyn Jones, prim ministru de Wales și Lisa Jones[32]
- Hon. John Key, prim ministru al Noii Zeelande și Bronagh Key[31]
- Hon. Stephenson King, prim ministru al Sfintei Lucia și Rosella Nestor[32]
- Hon. Sir John Major, fost prim ministru în perioada 1990-1997 și Norma Major
- Hon. Theresa May, secretar de stat britanic și ministru al femeilor egalității și Philip May[32]
- Hon. Reuben Meade, prim ministru de Montserrat și dr. Joan Delsol Meade[32]
- Hon. Ed Miliband, liderul Labour Party [28] și Justine Thornton[32]
- Sir Gus O'Donnell, secretar de cabinet britanic și Lady O'Donnell[32]
- Hon. Ralph T. O'Neal, prim ministru al Virgin Islands[28] and Rev. Edris O'Neal[32]
- Hon. George Osborne[32]
- Ron Prosor, ambasador al Israelului în UK[28]
- Lt. General Andrew Ridgway, guvernator locotenent de Jersey[39]
- Hon. Peter Robinson, prim ministru al Irlandei de Nord[32]
- Hon. Alex Salmond, prim ministri al Scoției și Moira Salmond[32]
- Wajid Shamsul Hasan, Înalt comisar al Pakistanului în UK[40]
- Hon. Sir Michael Somare, prim ministru de Papua Noua Guinee și Lady (Veronica) Somare[32]
- Hon. Freundel Stuart, prim ministru de Barbados[32][34]
- Hon. Louis Susman, ambasadoe al Statelor Unite în UK[28]
- Barbara Tuge-Erecińska, ambasador al Poloniei în UK[28]
- Hon. Lord Mayor de Westminster și contele Paolo Filo della Torre[32]
- Pieter Willem Waldeck, ambasador olandez în UK[41]
- Hon. Adam Wood, guvernator locotenent de Isle of Man[42]

## Forțele armate
- Maiorul Tom Archer-Burton, comandant ofițer al prințului William la Household Cavalry[8]
- Maiorul William Bartle-Jones[8]
- Martyn Compton[8]
- Ian Corder[8]
- William Cubitt[8]
- Sir Stephen Dalton și Lady Dalton[8]
- Holly Dyer [8]
- Generalul Sir Nicholas Houghton și Lady (Maggie) Houghton[8]
- David Murray și soția[8]
- Generalul Sir David Richards și Lady (Caroline) Richards [8]
- Susie Roberts (văduva maiorului Alexis Roberts, care a fost ucis în Afghanistan în 2007. Alexis Roberts a fost comandantul de pluton al prințului William la Sandhurst)[8]
- Brigadierul Ed Smyth-Osbourne[8]
- Amiralul Sir Mark Stanhope și Lady (Jane Anne) Stanhope[8]
- Generalul Sir Peter Wall și Lady Wall[8]
- Bryn și Emma Parry [8]
- Kevin Marsh[8]
- Membri ai echipajului de căutare și salvare nr. 22 (colegi ai prințului William) cu soțiile.[8][43]

## Prieteni ai Prințului William și Kate Middleton
- Olivia Bleasdale, Oli Baker și Fergus Boyd (foști colegi de cameră la St Andrews)[12]
- Tom Bradby și soția Claudia Bradby (bijutier, a lucrat cu Middleton la Jigsaw)[7]
- Sir Richard Branson, Lady (Joan) Branson[44], and daughter, Holly Branson (a close friend of the couple)[4][44]
- Sir Henry Cheape[12]
- Alice van Cutsem (soțul Mrs van Cutsem, Nicholas, a fost prieten de familie din copilăria prințului)[45]
- Hugh și Lady Rose van Cutsem (părinți ai uneia dintre ajutoarele miresei, Grace van Cutsem; Mr van Cutsem a fost prietenă de familie din copilăria prințului)[4]
- Edward și Lady Tamara van Cutsem (prieteni de familie; mama lor, Natalia Grosvenor, Ducesă de Westminster este nașa prințului William)[4]
- Chelsy Davy (prietenă a prințului Harry)[12]
- Rupert Finch (prieten al Catherinei Middleton)[12]
- Ben Fogle (prezentator TV) și soția Marina Fogle[7]
- Alicia Fox-Pitt (sora lui William Fox-Pitt; prieten al lui Middleton)[4]
- Virginia Fraser (vecină a cuplului de la St Andrews)[12]
- Astrid Harbord[4]
- David Jardine-Paterson și Emilia d'Erlanger (prieten al prințului William; cuplul regal a participat la nunta lui anul trecut)[4]
- James Jardine-Paterson (prieten al prințului William)[12]
- Arthur Landon și Katalina Landon (milionar; prieten al prințului William), cu mama sa[12]
- Căpitanul Jack Mann (jucător de polo; prieten al prințului William)[12]
- Willem Marx (prieten din liceu a lui Middleton)[12]
- Harry Meade (prieten al cuplului)[4]
- Richard Meade (medaliat cu aur olimpic; prieten al prințului William)[12]
- Hon. Money-Coutts (magicia)[7]
- James Murray Wells [4]
- Guy Pelley (prieten al prințului William)[4]
- George Dominic Percy, Lord Max Percy, Lady Melissa Percy și Lady Catherine Valentine (copiii lui Ralph Percy, al 12-lea Duce de Northumberland)[4]
- Anand Shimpi (om de afaceri american; prieten al prințului William) cu familia
- Daniel Snow (istoric) și soția sa Lady Edwina Snow (mama ei, Ducesa de Westminster, este nașa prințului William).[46]
- Thomas van Straubenzee (prieten al prințului William de la grădiniță)[4]
- Luke și Mark Tomlinson (prieteni ai prințului William)[4]
- Ben Vestey (jucător de polo), Jake Mulley și Chloe Vestey (prieteni al prințului William)[12]
- Susanna și Jake Warren (nepoți ai fostului manager de curse al reginei, Contele de Carnarvon)[12]
- Isabella Calthorpe, Jecca Craig, Davina Duckworth-Chad, Olivia Hunt și Arabella Musgrave (prietene ale prințului William)[12]
- Shriman Maharaj Sahib Shri Raghav Raj Singh Shisodia, al 8-lea Maharaj Sahib de Shivrati (prieten al prințului William) și soția

## Celebrități și alți oaspeți notabili
- Gregory Allen (profesor de yoga)[37]
- Hon. Brian Alexander (director la "The Mustique Company")[37]
- Joe Allbritton (fost proprietar al Băncii Riggs)[47]
- Rowan Atkinson[37]

- David Beckham și Victoria Beckham[37]
- Sir Trevor Brooking[8]
- Hon. Alexander Hood, Viconte Bridport[13]
- Dr. Michael Bunbury [37]
- Basil Charles (proprietar al barului Basil)[37]
- Manuel Colonques (președinte a "Porcelanosa")[47]
- Marchizul Vittorio Frescobaldi (magnat al vinului și șef al unei case nobile italiene, familia Frescobaldi)[47]
- Amiralul Sir Donald Gosling (co-fondator a "National Car Parks") și Gabriella Di Nora (fostă asistentă a prințesei Diana)[47]
- Amy Huberman (actriță irlandeză)[48]
- Sir Elton John și David Furnish [49]
- Contele Tibor Kálnoky (nobil român și manager al proprietăților prințului Charles din Transilvania)[47]
- Timur Kuanyshev [47]
- Sir John Madejski (președinte al clubului Reading Football)[37]
- Hugh Morrison (antrenor de cai) și Mary Morrison[13]
- Philippa Naylor (designer)[13]
- Ian Thorpe (înotător australian medaliat olimpic)[50]
- Mike Tindall (jucător de rugby și logodnic al verișoarei prințului William, Zara Phillips)[50]
- Tara Palmer-Tomkinson[51]
- Pedro Pesudo (director la Porcelanosa)[47]
- Juergen Pierburg (miliardar, colecționar de artă și filantrop)[47]
- Roger Pritchard (managing director la The Mustique Company)[37]
- Guy Ritchie[37]
- Matthew Vaughn[52]
- Lily Safra (filantrop braziliano-monegasc)[53]
- Richard Schaffer (antrenor de tenis la Mustique)[37]
- Lucia Santa Cruz (fiica fostului ambasador chilian; prietenă a prințului Charles)[47]
- Joss Stone[8]
- Mario Testino (fotograf de modă care a realizat fotografiile de logodnă)
- Sam Waley-Cohen (jockey)[50]
- Martyn Williams (jucător de rugby)[50]
- Sir Clive Woodward și Lady (Jane) Woodward[13][37][50]
- Jon Zammett (șeful relațiilor publice la Audi)[54]

## Cavaler și domnișoară de onoare, ajutoare și paji
Tatăl mirelui, Prințul de Wales, a lansat oficial care sunt domnișoarele de onoare și pajii la ceremonia nunții:

### Domnișoara de onoare și cavaler de onoare
- Pippa Middleton, sora lui Kate
- Prințul Harry de Wales, fratele Prințului William

### Ajutoare de mireasă și paji
- Lady Louise Windsor (7 ani – fiica Contelui și Contesei de Wessex)
- Hon. Margarita Armstrong-Jones (8 ani – fiica vicontelui și vicontesei Linley)
- Grace van Cutsem (3 ani – fiica lui Hugh van Cutsem și fina Prințului William)
- Eliza Lopes (3 ani – fiica Laurei Lopes și nepoata vitregă a Prințului William)
- Billy Lowther-Pinkerton (10 ani – fiul lui Jamie Lowther-Pinkerton)
- Tom Pettifer (8 ani – fiul lui Charles Pettifer și finul Prințului William)

## Persoane notabile care au refuzat invitația
Următoarele persoane notabile au refuzat invitația din diferite motive:
- Regina Beatrix a Țărilor de Jos - a declinat din cauza faptului că "Ziua Reginei" avea loc a doua zi după nuntă. Totuși, fiul ei Willem-Alexander, Prinț de Orania și soția lui Prințesa Máxima a Țărilor de Jos au participat.[56]
- Regele Juan Carlos al Spaniei – a declinat fiind în recuperare după cancer pulmonar. Totuși, regina Spaniei, prințul Felipe și Letizia au participat.
- Regele Norodom Sihamoni al Cambodgiei [57]
- Alois, Prinț Ereditar de Liechtenstein
- Prințul Moștenitor Salman bin Hamad bin Isa Al Khalifa al Bahrainului – a declinat din cauza protestelor din țara sa.[58]
- Prințul Moștenitor Naruhito și Prințesa Moștenitoare Masako a Japoniei – au declinat din cauza cutremurului și tsunami care au devastat țara.[59]
- Hon. Dean Barrow (prim ministru al Belize)[60]
- Hon. Stephen Harper (prim ministru al Canadei) și Laureen Harper - au declinat din cauza alegerilor din Canada.[61]
- Richie McCaw, căpitanul echipei Noii Zeelande de rugby — a declinat din cauza angajamentelor de la club.[50]
- Brian O'Driscoll, căpitanul ecipei Irlandei de rugby și soț al unei invitate, actrița Amy Huberman. A declinat din cauza angajamentelor de la club; avea meci a doua zi după nuntă.[48][50](Soția lui a participat.)
- Hon. Margaret Thatcher (fost prim ministru al UK în perioada 1979–1990) - a declinat din motive de sănătate[62]

## Invitație retrasă
- Dr. Sami Khiyami (ambasador sirian în UK)[63]

## Persoane notabile care nu au fost invitați
- Sarah, Ducesă de York, mătușa prințului William[6][64]
- Ducele și Ducesa de Braganza[65]
- Hon Gordon Brown, fost prim ministru al UK în perioada 2007–2010 și soția sa Sarah Brown[66][62]
- Hon Tony Blair, fost prim ministru al UK în perioada 1997–2007 și soția sa Cherie Booth[66][62]
- Președintele SUA Barack Obama și Michelle Obama[67]
- Președintele francez Nicolas Sarkozy și Carla Bruni[67]
- Lee Hsien Loong, prim ministru al Singapore.
- Prințul și Prințesa de Neapole[29]
  - Prințul de Veneția și Piemont[29]
- Ducele de Aosta[29]